# Enrique Pardo Canalis
Enrique Pardo Canalis, (Zaragoza 1919- Madrid, 2 de marzo de 2003) fue un historiador del arte que llegó a ejercer como director del Museo de la Fundación Lázaro Galdiano desde el 1954.

## Trayectoria
Obtuvo el grado de Doctor en Derecho y en Filosofía y Letras por la Universidad de Madrid y en el 1943 ya era becario en el Instituto de Historia del Arte «Diego Velázquez» del CSIC. 

## Obra
Su obra se centró en la investigación de la pintura y en la escultura del siglo XVIII, en su vertiente neoclásica y romántica, estudiando no sólo a los grandes artistas del panorama español, sino también a todos aquellos artistas de menor valía.
Igualmente sus estudios sobre arquitectura funeraria efímera y conmemorativa junto a sus otros estudios de medallas, iconografía y textos comentados de varios autores.
Igualmente también participó activamente en la publicación de diversas revistas como Goya, que dirigió durante muchos años o la Revista de Ideas Estéticas, de la que fue secretario.